# افران إسماعيلوف
افران إسماعيلوف (8 أكتوبر 1988 بباكو في أذربيجان - ) هو لاعب كرة قدم أذربيجاني في مركز الوسط. شارك مع منتخب أذربيجان تحت 21 سنة لكرة القدم ومنتخب أذربيجان لكرة القدم. أما مع النوادي، فقد لعب مع نادي إنتر باكو ونادي باكو ونادي خزر لنكران ونادي قره باغ وTuran Tovuz ‏.

## وصلات خارجية
- افران إسماعيلوف على موقع الاتحاد الأوربي (الإنجليزية)
- افران إسماعيلوف على موقع قاعدة بيانات كرة القدم.إي يو (الإنجليزية)
- افران إسماعيلوف على موقع ناشيونال فوتبول تيمز (الإنجليزية)
- افران إسماعيلوف على موقع Soccerway.com (الإنجليزية)
- افران إسماعيلوف على موقع عالم كرة القدم.نت (الإنجليزية)
- افران إسماعيلوف على موقع AS.com (الإسبانية)